# Banel & Adama
Banel & Adama (auch Banel e Adama) ist ein Spielfilm von Ramata-Toulaye Sy aus dem Jahr 2023. Es handelt sich um ein mit Laiendarstellern besetztes Beziehungsdrama, das im Senegal spielt. Die internationale Koproduktion zwischen Frankreich, dem Senegal und Mali wurde beim Filmfestival von Cannes im Mai 2023 uraufgeführt.

## Handlung
Die jungen Erwachsenen Banel (18 Jahre) und Adama (19 Jahre) leben in einem abgelegenen Dorf im Norden Senegals und haben dieses nie verlassen. Adama ist ruhig und introvertiert, während Banel ein leidenschaftliches und rebellisches Wesen an den Tag legt. Beide sind sehr ineinander verliebt und sehnen sich nach einem eigenen Zuhause. Aus diesem Grund hat das Pärchen beschlossen, getrennt von seinen Familien zu leben. Die Gemeinde gerät aus dem Gleichgewicht, als Adama seine Blutpflicht als zukünftiger Häuptling verweigert. Er informiert darüber den Dorfrat, woraufhin Chaos entsteht. Das Dorf plagt eine Dürre und ein unerwartetes Viehsterben. Banel und Adama werden getrennt gehalten, indem ihnen unterschiedliche Aufgaben übertragen werden. In dieser schweren Zeit kommt ein alter Konflikt zwischen den beiden hervor, da Banel vorher mit dem verstorbenen Bruder von Adama verheiratet war. Außerdem werfen die Dorffrauen Banel vor, nicht schwanger zu werden. Adama scheint ein getrenntes Leben vom Dorf aufgegeben zu haben, aber Banel hält an diesem Ziel verbittert fest. Der Film endet mit einem Sandsturm, welchem sich Banel stellt.

## Hintergrund
Banel & Adama ist das Spielfilmdebüt der Filmemacherin Ramata-Toulaye Sy. Das Werk wurde in der Sprache Pulaar gedreht, einer Variante des Fulfulde. Das Schauspielensemble bestand aus Laiendarstellern aus der Region. Die Hauptrollen übernahmen Khady Mane als Banel und Mamadou Diallo als Adama. Die Dreharbeiten waren im Mai und Juni 2022 vorgesehen.
Der Film wurde von Eric Névé und Maud Leclair von der Pariser Firma La Chauve-Souris sowie von Margaux Juvénal von Take Shelter produziert. Als Koproduzent fungierte Souleymane Kébé für Astou Production. Zum Filmstab gehörten Amine Berrada (Kamera), Vincent Tricon (Schnitt) und Bachar Khalifé (Filmmusik). Die Laufzeit soll 100 Minuten betragen.

## Veröffentlichung
Die Premiere des Films erfolgte am 20. Mai 2023 beim Filmfestival von Cannes.
Ein regulärer Kinostart in Frankreich ist im Verleih des Unternehmens Tandem geplant.

## Rezensionen
Peter Bradshaw vom The Guardian sieht in dem Film eine schöne filmische und schauspielerische Leistung. Die Ideen würden aber nur für einen Kurzfilm genügen. Er gab dem Film 3 von 5 Sternen.

## Auszeichnungen
Für Banel & Adama erhielt Sy eine Einladung in den Wettbewerb um die Goldene Palme, den Hauptpreis des Filmfestivals. Als Erstlingswerk konkurriert der Film auch um die Caméra d’Or.